# Michou Pascale Anderson
Michou Pascale Eliane Anderson (*  23. Dezember 1968 in München) ist eine schweizerische Filmschauspielerin und Glasperlen- und Schmuckdesignerin.

## Leben
Michou Anderson wurde geboren als Tochter des jamaikanischen Musikers Neville Anderson (Bandleader der Bamboos of Jamaica) und der italienisch-französischen Schauspielerin Yvette Anderson. Da ihre Eltern berufsmäßig viel reisen mussten, kam sie als Siebenjährige zu ihren Großeltern – ihr Großvater war Fotograf und ihre Großmutter Klavierlehrerin – in die Schweiz, wo sie die Schule in St. Gallen absolvierte.
Als junge Erwachsene kehrte sie zurück in ihre Geburtsstadt, wo sie eine Kosmetikschule besuchte, dann drei Jahre beim Sender Tele 5 als Visagistin und Moderatorin arbeitete. Anschließend war sie als Visagistin im In- und Ausland unterwegs, unter anderem in Los Angeles für Jim Rakete. Danach nahm sie in München Schauspielunterricht im Zinner Studio und absolvierte bis 1994 an der Deutschen Schauspielakademie die Ausbildung in den Fächern Regie, Rhetorik und Dramaturgie. Seit Mitte der 1990er hatte sie mehrere Film- und Fernsehrollen. Ferner absolvierte sie eine Weiterbildung im Bereich Eventmanagement und Öffentlichkeitsarbeit an der Bénédict-Akademie.
Seit 2006 lebt sie in Hamburg und arbeitet mit Schwerpunkt in ihrem Schmuckdesignstudio in Hamburg-Sternschanze.

## Filmografie
- 1996: Der Trip – Die nackte Gitarre 0,5 (Regie: Wolfgang Büld)
- 1997: Zwischen den Feuern (Regie: Sigi Rothemund)
- 1998: Single sucht Nachwuchs (Regie: Uwe Janson)
- 1998–1999: Medicopter 117 – Jedes Leben zählt (7 Episoden als „Barbara“)
- 1999: Der Alte – Der Tod ist nur ein Augenblick (TV-Serienepisode; Regie: Helmut Ashley)
- 1999: Viergeteilt im Morgengrauen (Kurzfilm; Regie: Norbert Keil)
- 2000: Für alle Fälle Stefanie – Zuviel ist zuviel (TV-Serienepisode; Regie: Sabine Landgraeber)
- 2000: Vertrauen ist alles (Regie: Berno Kürten)
- 2000: Großstadtträume – Schnelle Entscheidungen (TV-Serienepisode)
- 2003: Mit Herz und Handschellen – Heiße Herzen (TV-Serienepisode; Regie: Michael Zens)
- 2008: Mein Gott, Anna! (Regie: Stephan Meyer)
- 2009: Der Landarzt – Gnade vor Recht (TV-Serienepisode; Regie: Thomas Durchschlag)